# Květoslav Innemann
Květoslav Innemann, genannt Vincenc, (* 29. Juni 1910 in Lom u Mostu; † 9. Februar 1971) war ein tschechoslowakischer Kommunist, Häftling im KZ Dachau und im KZ Buchenwald, Parteifunktionär (KPC) und Verlagsdirektor.

## Leben
Innemann trat der Tschechoslowakischen Kommunistischen Partei (KPC) bei. Nach der Zerschlagung der Tschechoslowakei durch NS-Deutschland wurde er 1938 in das KZ Dachau deportiert. Von 1939 bis 1945 war er Häftling im KZ Buchenwald und dort den Arbeitskommandos „Häftlingsbibliothek“ und „Arbeitsstatistik“ zugeteilt. Er war Mitglied des Internationalen Lagerkomitees (ILK). In dieser Funktion hatte er Gelegenheit, aus den illegal abgehörten Auslandsnachrichten den Stand des Frontgeschehens, speziell des Vorrückens der Roten Armee an sowjetische Gefangene weiterzuleiten und so den Widerstandswillen zu stärken. Auch konnte er die Hilfe eines österreichischen Arztes für den erkrankten sowjetischen Gefangenen Nikolai Simakow vermitteln.
Als die NS-Herrschaft beseitigt war, ging er in die CSR zurück, wurde Mitglied im Zentralkomitee der KPC. Beruflich wirkte er als Direktor eines Verlages.